# Dicranoptycha livescens
Dicranoptycha livescens ist eine Mücke aus der Familie der Stelzmücken (Limoniidae).

## Merkmale
Die Mücke erreicht eine Körperlänge von etwa 13 Millimetern. Ihre Fühler sind lehmgelb gefärbt, wobei die Glieder der Geißel manchmal auch braun geringelt sind. Die Wirtelhaare sind doppelt so lang, wie die Glieder der Geißel. Die beiden ähnlichen Arten der Gattung mit schwarzbraun gefärbten Fühlergeißeln, Dicranoptycha fuscescens und Dicranoptycha cinerascens unterscheidet sich dadurch, dass die beiden ersten Fühlerglieder bei ersterer Art rotgelb, bei Letzterer bläulichgrau bzw. braunschwarz gefärbt sind. 

## Lebensweise und Verbreitung
Die Tiere kommen in Mittel- und Südeuropa vor und besiedeln die Kraut- und Strauchschicht in Wäldern. Die Larven leben in der Bodenstreu von Misch- und Laubwäldern.